# Сладковское сельское поселение (Тюменская область)
Сладковское се́льское поселе́ние — муниципальное образование в Сладковском районе Тюменской области Российской Федерации.
Административный центр — село Сладково.

## История
Статус и границы сельского поселения установлены Законом Тюменской области от 5 ноября 2004 года № 263 «Об установлении границ муниципальных образований Тюменской области и наделении их статусом муниципального района, городского округа и сельского поселения».

## Население
| 2010  | 2011  | 2012  | 2013  | 2014  | 2015  | 2016  |
| ----- | ----- | ----- | ----- | ----- | ----- | ----- |
| 3805  | ↘3787 | ↘3717 | ↘3642 | ↗3658 | ↘3606 | ↘3605 |
| 2017  | 2018  | 2019  | 2020  | 2021  |       |       |
| ↘3541 | ↘3473 | ↘3455 | ↘3389 | ↗3832 |       |       |

## Состав сельского поселения
| № | Населённый пункт | Тип населённого пункта       | Население |
| - | ---------------- | ---------------------------- | --------- |
| 1 | Большое          | деревня                      | 221       |
| 2 | Кочкарное        | деревня                      | 98        |
| 3 | Малиново         | деревня                      | 183       |
| 4 | Сладково         | село, административный центр | ↗3438     |